# Egidio Guarnacci
Egidio Guarnacci (ur. 3 lutego 1934 w Rzymie) – włoski piłkarz, występujący na pozycji pomocnika.
Z AS Romą w 1961 zdobył Puchar Miast Targowych. Z zespołem ACF Fiorentina dwukrotnie zdobył Puchar Włoch (1964, 1965) i raz Puchar Mitropa (1965). W latach 1959–1960 rozegrał 3 mecze w reprezentacji Włoch.